# Best of the Best: Championship Karate
Best of the Best: Championship Karate, även känt som Super Kick Boxing eller The Kick Boxing, är ett kamsportspel. Sega Mega Drive-versionen är ett av få spel där man kan använda kontrollen Sega Activator.
Spelet innehåller flera olika valmöjligheter.

### Fotnoter
1. ↑  ”Best of the Best: Championship Karate” (på svenska). Nintendomagasinet (Kungsbacka: Atlantic) (5 1993):  sid. 5 (Power Player). maj 1993. Läst 20 april 2014.